# 土佐日記

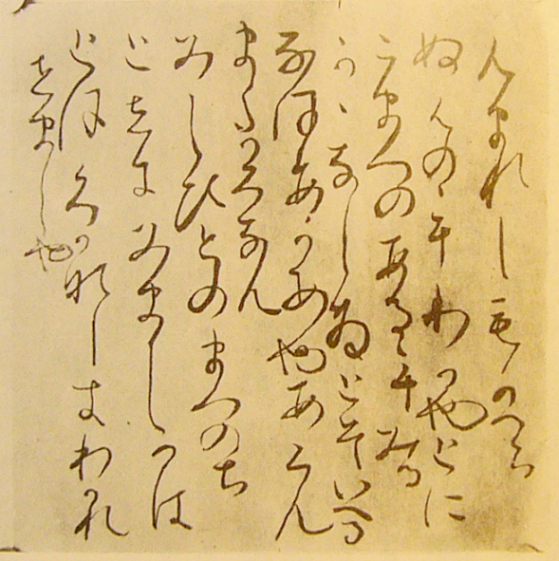
『土佐日記』　尊経閣文庫所蔵。藤原定家臨書の部分。1235年書写。国宝

『土佐日記』（とさにっき、「とさのにき」とも）は、平安時代に成立した日本最古の日記文学のひとつ。紀貫之が土佐国から京に帰る最中に起きた出来事を諧謔を交えて綴った内容を持つ。成立時期は未詳だが、承平5年（934年）後半といわれる。古くは『土左日記』と表記され、「とさの日記」と読んだ。

## 内容仮託
日本文学史上、おそらく初めての日記文学である。紀行文に近い要素をもっており、その後の仮名による表現、特に女流文学の発達に大きな影響を与えている。『蜻蛉日記』、『和泉式部日記』、『紫式部日記』、『更級日記』などの作品にも影響を及ぼした可能性は高い。
延長8年（930年）から承平4年（934年）にかけての時期、貫之(つらゆき)は土佐国に国司として赴任していた。その任期を終えて土佐から京へ帰る貫之ら一行の55日間の旅路とおぼしき話を、書き手を女性に仮託し、ほとんどを仮名で日記風に綴った作品である。主題は単一ではなく、親子の情・国司の望郷と孤独感・歌論・紀氏の士族意識などが指摘される。女性に仮託した理由については、男性官人が仮名文で書いたため、諧謔風刺のための韜晦、公的身分を離れて私的感情を開陳するためなどの諸説がある。57首の和歌を含む内容は様々だが、中心となるのは土佐国で亡くなった愛娘を思う心情、そして行程の遅れによる帰京をはやる思いである。諧謔表現（ジョーク、駄洒落などといったユーモア）を多く用いていることも特筆される。
成立の過程は不明である。貫之はおそらく帰京の途上で漢文の日記をつけ、土佐日記を執筆する際にはそれを参照したと考えられるが、『土佐日記』そのものは虚構を交えたものであり、また明らかに実録の日記そのものではなく文学作品である。
小松英雄は、この日記は女性に仮託したものではなく、冒頭の一節は「漢字ではなく、仮名文字で書いてみよう」という表明を、仮名の特性を活かした技法で巧みに表現したものだとしている。ただしこの説は広く受け入れられるには至っていない。
田辺聖子は、娘を亡くした悲しみを書くにあたって、「男が日記を書く場合、普通は漢文です。しかし漢文では、「泣血（きゅうけつ）」のような固いことばでしか悲しみを表現できません。自分の悲しみ、細やかな心のひだ、そういうものでは書き尽くせない。そう思ったときにおそらく、貫之は仮名で書くことを思いついたのです」という見方である。
橋本治は仮名文字を使用した理由について、紀貫之が歌人であったことを挙げている。当時の男性の日記は漢文であったが、和歌は男女ともに仮名文字を用いていた。そのため和歌の専門家でもある貫之が自分の得意な文字である仮名文字を用いた、というものである。

## 旅程
綴られる主な旅程は以下の通り。日付は原本に記す旧暦の日付である。全体は3部で構成されており、第1部は12月21日の出発から元日まで、第2部は1月2日から2月5日まで、第3部は2月6日から同月16日までと、内容的に区切ることができる。
| 日付            | 到着地（通過地） | 現在の地名                 |
| --------------- | ---------------- | -------------------------- |
| 12月21日        | 国府（発）       | 高知県南国市比江周辺       |
| 12月21日 - 26日 | 大津             | 高知県高知市大津           |
| 12月27日        | 浦戸             | 高知県高知市浦戸           |
| 12月29日        | 大湊             | 高知県南国市前浜           |
| 1月9日          | 宇多の松原       | 高知県香南市岸本周辺       |
| 1月10日         | 奈半の泊         | 高知県安芸郡奈半利町       |
| 1月11日         | 羽根             | 高知県室戸市羽根町         |
| 1月12日         | 室津             | 高知県室戸市室津           |
| 1月29日         | 土佐の泊         | 徳島県鳴門市鳴門町土佐泊浦 |
| 1月30日         | 阿波の水門       | 鳴門海峡                   |
| 〃              | 沼島             | 兵庫県南あわじ市沼島       |
| 〃              | 和泉の灘         | （大阪府南西部）           |
| 2月1日          | 黒崎の松原       | 大阪府泉南郡岬町淡輪       |
| 〃              | 箱の浦           | 大阪府阪南市箱作           |
| 2月5日          | 石津             | 大阪府堺市浜寺             |
| 〃              | 住吉             | 大阪府大阪市住吉区         |
| 2月6日          | 難波             | 大阪府大阪市               |
| 2月8日          | 鳥飼の御牧       | 大阪府摂津市鳥飼           |
| 2月9日          | 渚の院           | 大阪府枚方市渚元町         |
| 〃              | 鵜殿             | 大阪府高槻市鵜殿           |
| 2月11日         | 八幡の宮         | 石清水八幡宮               |
| 〃              | 山崎             | 京都府乙訓郡大山崎町       |
| 2月16日         | 島坂             | 京都府向日市上植野町御塔道 |
| 〃              | 京（着）         | 京都府京都市               |

## 写本群
『土佐日記』はある時期まで貫之自筆のものが伝わっていた。鎌倉時代までは京都蓮華王院の宝蔵に納められていたものが、のちに歌人尭孝の手に渡り、さらにそれが足利義政に献上されてからは足利将軍家の所蔵となっていたらしいが、その後の消息については絶えている。
写本としては、自筆本から直接に藤原定家、藤原為家、松木宗綱、三条西実隆らにより筆写され、これら4系統の写本が伝わっている。中でも定家本と為家本は、貫之自筆本の再構成には重要である。
定家本は巻末に見開き2頁を使って貫之自筆本の巻尾を臨書しており、その臨書は原本が失われた今となっては唯一、貫之の筆跡を偲ぶことができる極めて貴重な存在である。一方で本文については原本に忠実ではなく、意図的に表現を書替えた箇所や、定家仮名遣に改めた箇所がある。わかりやすい例として冒頭が青谿書屋本では、
「をとこもすなる日記といふものを をむなもしてみんとてするなり」（青谿書屋本）
とあるのを定家本では、
「をとこもすといふ日記といふ物を ゝむなもして心みむとてするなり」（定家本）
としている。
為家は定家の息子で、定家の翌年に筆写した。為家は臨書まではしていないものの、原本通りの仮名の字体で原本通りに本文を書き写し、奥書には「紀氏正本書写之一字不違」と記している。他の写本との近代における比較から、写本群のなかでは為家書写本系統が最善本という評価を与えられている。
以下に系統上主要な写本を示す。池田亀鑑が証本としたもの（後述）には※を付す。
- ※定家筆本（前田育徳会尊経閣文庫蔵、国宝）- 文暦2年（1235年）書写[1]。
  - 御物本
  - 玄陳筆本（現存せず）
- 為家筆本（大阪青山歴史文学博物館蔵、国宝）- 嘉禎2年（1236年）書写[1]。長らく行方不明であったが、1984年に反町茂雄の古書店「弘文荘」に持ちこまれて為家本と確認され、7500万円で大学図書館に売却された[6]。
  - ※大島雅太郎旧蔵青谿書屋本（東海大学附属図書館桃園文庫蔵）- 為家本が再発見されるまでは、最善本とされていた[1]。
  - 烏丸光広筆本（現存せず）- 為家本系統だが、光広による私意が多く、忠実性という観点からは劣る。
- 宗綱筆本（現存せず）- 延徳2年（1490年）書写[1]。
  - ※近衛家本
  - 八条宮本（現存せず）
    - ※宮内庁書陵部本
- 実隆筆本（現存せず）- 明応元年（1492年）書写。
  - ※三条西家本

『土佐日記』について特筆すべき事として、原著者である貫之の自筆本から直接書写した写本が現存していることがある。たとえば『枕草子』にせよ『源氏物語』にせよ、その作者とされる清少納言や紫式部の自筆本は早くに失われ、現存しているそれら伝本はいずれも原作者の自筆本ではない写本を、人から人へと幾度となく書き写して成立したものである。つまりその書写の過程において誤写誤脱や意図的な改変が本文に加わっており、原作者の著した本文からは大変かけ離れたものが、現在伝わっている可能性があるのである。これは『枕草子』や『源氏物語』に限ったことではなく、ほかの古い時代に成立した文学作品についても大抵が当てはまる。
しかし『土佐日記』では原著者の自筆本が、15世紀ごろというかなり後の時代にまで伝わり、それを直接閲覧して書き写した写本が現存している。これは普通では考えられないような僥倖であり、その価値は単なる文学作品の写本という事に留まらないものである。

## 享受と研究
『土佐日記』はその成立から二、三十年ほどすると、その内容が注目され読まれていたらしく、『後撰和歌集』には『土佐日記』に記されたうちの和歌2首が、語句に異同はあるものの貫之の作として採られている。ちなみに『後撰和歌集』の撰者のひとりである紀時文は貫之の息子である。その時文と親交のあった恵慶法師の私家集『恵慶集』には、『土佐日記』を絵にしたものがあったことが記されている。
研究史においてもっとも古いものは、文暦2年（1235年）の定家書写時の鑑定であろう。定家は原本である貫之自筆本について、その形態が巻子本だったこと、またその紙の寸法や枚数、紙質等を定家本の巻末に書き記している。三条西実隆は筆写の折、句読点や声点を施し、ほかにも校合が試みられている。
注釈的研究として最も古いものは、三条西実隆が句点・声点を施したり、講義をしたりしたものである。その後、池田正式の講義が『土佐日記講註』（慶安元年（1648年）成立）として筆記されたほか、慶安元年（1648年）5月に松永貞徳が行った講義は、加藤磐斎が『土佐日記見聞抄』（明暦元年（1655年）成立）として筆記された。いずれも江戸時代の注釈的研究のさきがけとなったものであり、万治4年（1661年）の跋がある人見卜幽『土佐日記附注』や北村季吟『土佐日記抄』などの研究が続いた。元和・寛永のころになって注釈的研究が盛んになる。
本居宣長は『土佐日記抄』には『土佐日記附注』の影響が見られるとするが、岸本由豆流は、両書で引用している古典籍の相違が説明できないと指摘している。寛永4年（1627年）5月に刊行された『土佐日記首書』は、ほとんど『土佐日記抄』のままである。加藤宇万伎は、契沖と賀茂真淵との説を併記した『土佐日記註』を書いた。また上田秋成は、真淵の説に自らの説を添えたものを刊行している。さらに真淵の説は、楫取魚彦によって別に書き記され、『土佐日記打聞』や『土佐日記聞書』となった。『土佐日記註』と『土佐日記打聞』とで説の相違があるのを、岸本は「魚彦がしるせるは県居翁の早くの説、宇万伎がしるせるは、後の説なるべし」としている。
岸本由豆流はのちに『土佐日記考証』（文化12年〈1815年〉成立、文政2年（1819年）刊行）を著し、諸抄を取捨選択、綿密な考証を試み、富士谷御杖は『土佐日記灯』（文化14年（1817年）成立）を著した。香川景樹も『土佐日記創見』（文政6年〈1823年〉）を著し、綿密な考証をなしている。この3著は研究史上、重要なものである。これらの研究は本文批評や諸本研究上高い成果をもたらしただけでなく、文体、動機などにまで論を推し進めている。
明治や大正期にはそれほど大きな研究の進展は見られなかった。しかし、昭和に入ると、前田家蔵の定家本や三条西家本が公開され、橘純一や山田孝雄などによって本文研究が進められた。当時、為家筆本は所在が知られていなかったが、為家本を忠実に写したとされる青谿書屋本などをもとにして池田亀鑑がなした『古典の批判的処置に関する研究』（1941年）にいたって、本文研究はほとんど完成するに至った。池田は諸本の研究の上、120種以上に及ぶ写本群から貫之自筆本再構のために証本を選んだ。
為家筆本は1984年に再発見され、青谿書屋本における誤写が確認された。

## その他
2004年、ペルー・カトリカ大学（東洋文庫）から、日本語の原文から直接スペイン語に翻訳された初めての完訳本が出版された。日本語の原文がローマ字によって記載され、それに対応するスペイン語訳があてられているのが特徴である。
2023年11月、ペルー日系人協会出版基金より、Hiroko Izumi ShimonoとIvan Pinto Romanによる、日本の古典から直接スペイン語に翻訳した、El diario de Tosa（土佐日記。ISBN:978-612-4397-20-2）が出版された。2004年版の翻訳内容を見直し、最新版として出版されたものである。また、挿絵には、菊池容斎画「土佐日記」（中野幸一早稲田大学名誉教授個人蔵）などが用いられており、美しい本である。
- Iván Pinto RománとHiroko Izumi Shimono[下野　泉]によるスペイン語全訳 Diario de Tosa - Fondo Editorial de la Pontificia Universidad de Católica del Perú (ISBN 9972-42-639-4)